# Ondřej Kypr
Ondřej Kypr (21. listopadu 1883 Židenice – 9. října 1959 Praha) byl český a československý politik a poslanec Revolučního národního shromáždění za Republikánskou stranu československého venkova (agrárníky).

## Biografie
Od roku 1919 zasedal v Revolučním národním shromáždění za Republikánskou stranu československého venkova (od roku 1922 Republikánská strana zemědělského a malorolnického lidu). Nastoupil sem na 93. schůzi v prosinci 1919. Byl profesí ředitelem státního ústavu pro válečné poškozence.
Za první světové války bojoval na východní frontě. Zážitky z bojů pak vydal v roce 1916 formou deníkových záznamů. Před válkou působil jako redaktor Jihlavských listů. Později byl novinářem v Pardubicích a Praze. Byl rovněž nakladatelem, v Kyprově lidové knihovně zábavy a poučení vyšel v roce 1914 například Cesta do hor a jiné povídky od Františka Gellnera. Působil také v oboru sociální péče. V roce 1920 vydal spis Péče o válečné poškozence
(příručka pro sociálni pracovníky). Jako sociální pracovník pracoval od roku 1908, po vzniku ČSR vedl péči o válečné invalidy.